# Jasper de Laat
Jasper de Laat (17 februari 1994) is een Nederlands wielrenner. In 2017 en 2018 kwam hij uit voor Metec-TKH Continental Cyclingteam p/b Mantel waarbij hij beide jaren vanaf 1 augustus als stagiair actief was bij Wanty-Groupe Gobert. In 2023 en 2024 reed hij bij het clubteam van JEGG-DJR Academy, in 2025 voor JEGG-Skil-DJR.

## Carrière
In juni 2016 sprintte De Laat naar de veertiende plek op het nationale kampioenschap op de weg voor beloften. Ruim een maand later werd hij zesde in de Trofeo Almar, in dezelfde tijd als winnaar Aleksandr Koelikovski. Na zijn deelname aan de Ronde van de Toekomst, waarin hij in twee etappes als elfde wist te finishen, nam De Laat in september deel aan het Europese kampioenschap voor beloften. Hier finishte hij, bijna drie minuten na winnaar Aljaksandr Raboesjenka, op plek 68.
Voor het seizoen 2017 tekende De Laat een contract bij Metec-TKH Continental Cyclingteam p/b Mantel. Na een trainingskamp in het Portugese Faro maakte hij zijn debuut in de Ronde van Alentejo. In de eerste etappe, met aankomst bergop in Castelo de Vide, wist De Laat als zevende over de finish te komen, in dezelfde tijd als winnaar Rinaldo Nocentini. Mede dankzij een derde plek in de vierde etappe eindigde De Laat op de derde plek in het algemeen klassement, op 25 seconden van eindwinnaar Carlos Barbero. In het jongerenklassement eindigde hij wel bovenaan, met een voorsprong van vier seconden op Eddie Dunbar. Vanaf augustus mocht De Laat stage lopen bij Wanty-Groupe Gobert, maar nadat hij bij een valpartij in de Ronde van Portugal zijn heup brak, kon hij geen wedstrijden voor de Belgische ploeg rijden.

## Ploegen
- 2017 –  Metec-TKH Continental Cyclingteam p/b Mantel
- 2017 – →  Wanty-Groupe Gobert (stagiair vanaf 1 augustus)
- 2018 –  Metec-TKH Continental Cyclingteam p/b Mantel
- 2018 – →  Wanty-Groupe Gobert (stagiair vanaf 1 augustus)

Antonini · Backaert · Baugnies · Degand · Dehaes · Devriendt · Doubey · Kreder · Levarlet · Martin · McNally · Meurisse · Minnaard · Napolitano · Offredo · Pasqualon · Smith · Stenuit · Van Keirsbulck · Van Melsen · Vanspeybrouck · Veuchelen · Dhaene (stagiair) · Gibbons (stagiair) · de Laat (stagiair)
Ariesen · van Bakel · van den Berg · Bouwmans · Dekker · Eising · Gmelich Meijling · Hamelink · van der Horst · de Kleijn · Krul · de Laat · de Lange · Lindenburg · Nieuwpoort · van der Tuuk